# ديفيد دارلينغ
ديفيد دارلنغ (ولد 1953) عالم فلك إنكليزي ومؤلف علمي موسيقي، وقد نشر الكثير من المؤلفات العلمية الرائجة بما فيها كتاب Life Everywhere: The Maverick Science of Astrobiology في عام 2001وموسوعته للعلوم على الإنترنت Internet Encyclopedia of Science  أحد المصادر المشهورة على الإنترنت.
وأشتهر بسبب كتابه الرياضيات العامة The Universal Book of Mathematics لوصوله لقائمة الكتب الأكثر مبيعًا.